# Seiry
Seiry är en ort och tidigare kommun i distriktet Broye i kantonen Fribourg, Schweiz.
1 januari 2006 infogades Seiry och Bollion i kommunen Lully.